# 13249 Маркален
13249 Маркален (13249 Marcallen) — астероїд головного поясу, відкритий 18 червня 1998 року.
Тіссеранів параметр щодо Юпітера — 3,318.